# Jaroslav Hašek

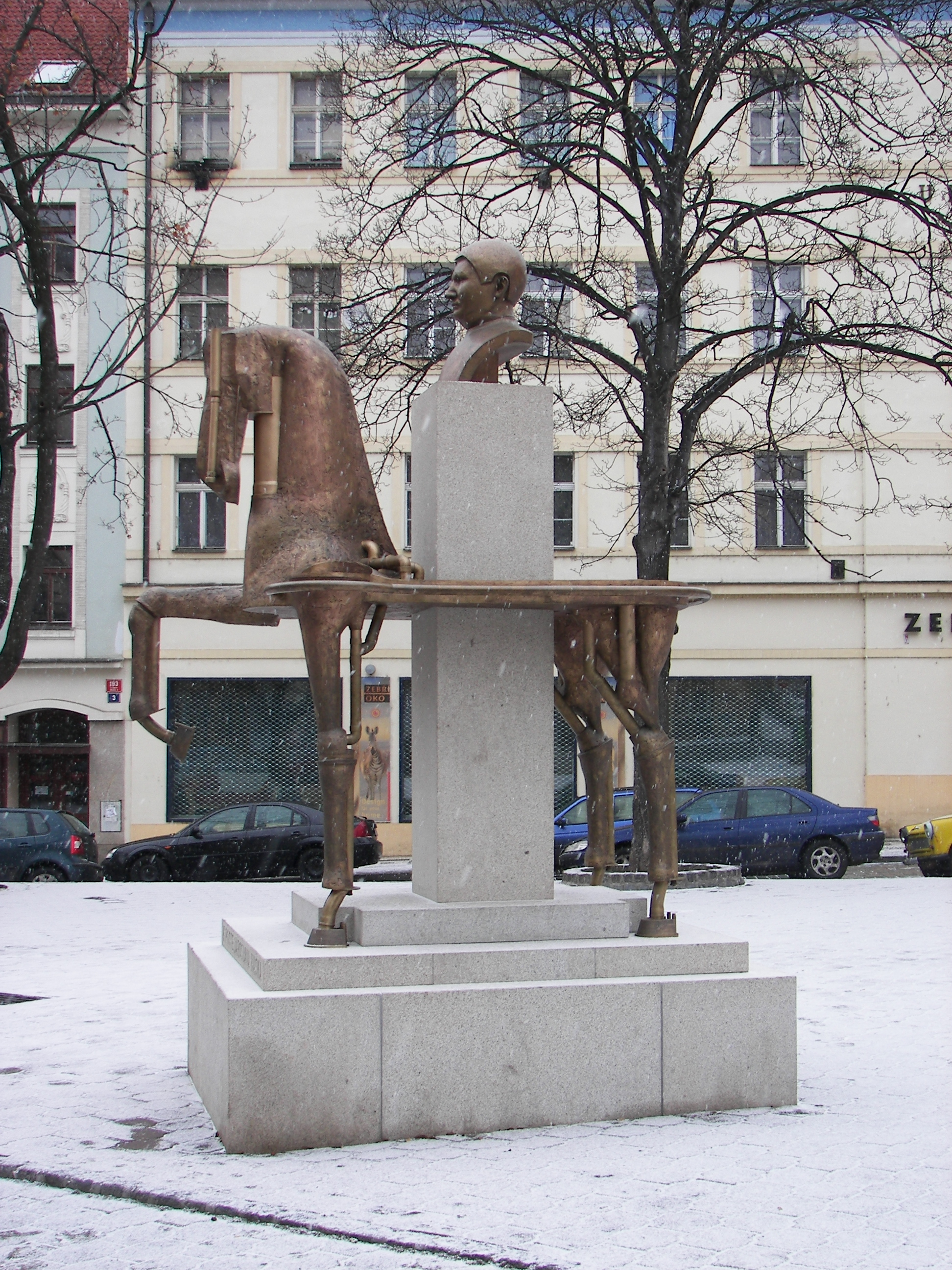
Monumento ecuestre de Karel Nepraš dedicado a la memoria de Jaroslav Hašek en el barrio praguense de Žižkov, donde residió el novelista checo.

Jaroslav Hašek ['jarɔslaf 'ɦaʃɛk] (Praga, 30 de abril de 1883-Lipnice nad Sázavou, 3 de enero de 1923) fue un novelista y periodista checo, conocido fundamentalmente por su novela El buen soldado Švejk (Osudy dobrého vojáka Švejka za světové války), una sátira antimilitarista ambientada en la I Guerra Mundial (la Gran Guerra), publicada por entregas entre 1920 y 1923. Esta obra es considerada la obra maestra de la narrativa en lengua checa.

## Vida y obra
Los antepasados paternos de Jaroslav Hašek eran agricultores arraigados en Mydlovary en el sur de Bohemia. El abuelo de Hašek por parte de su padre, František Hašek, fue miembro del Landtag checo y más tarde también de la llamada Convención de Kromeriz. También participó en luchas de barricadas en Praga en 1848. Según algunos rumores, trabajó con Mijaíl Bakunin durante su estancia en Bohemia en 1849.

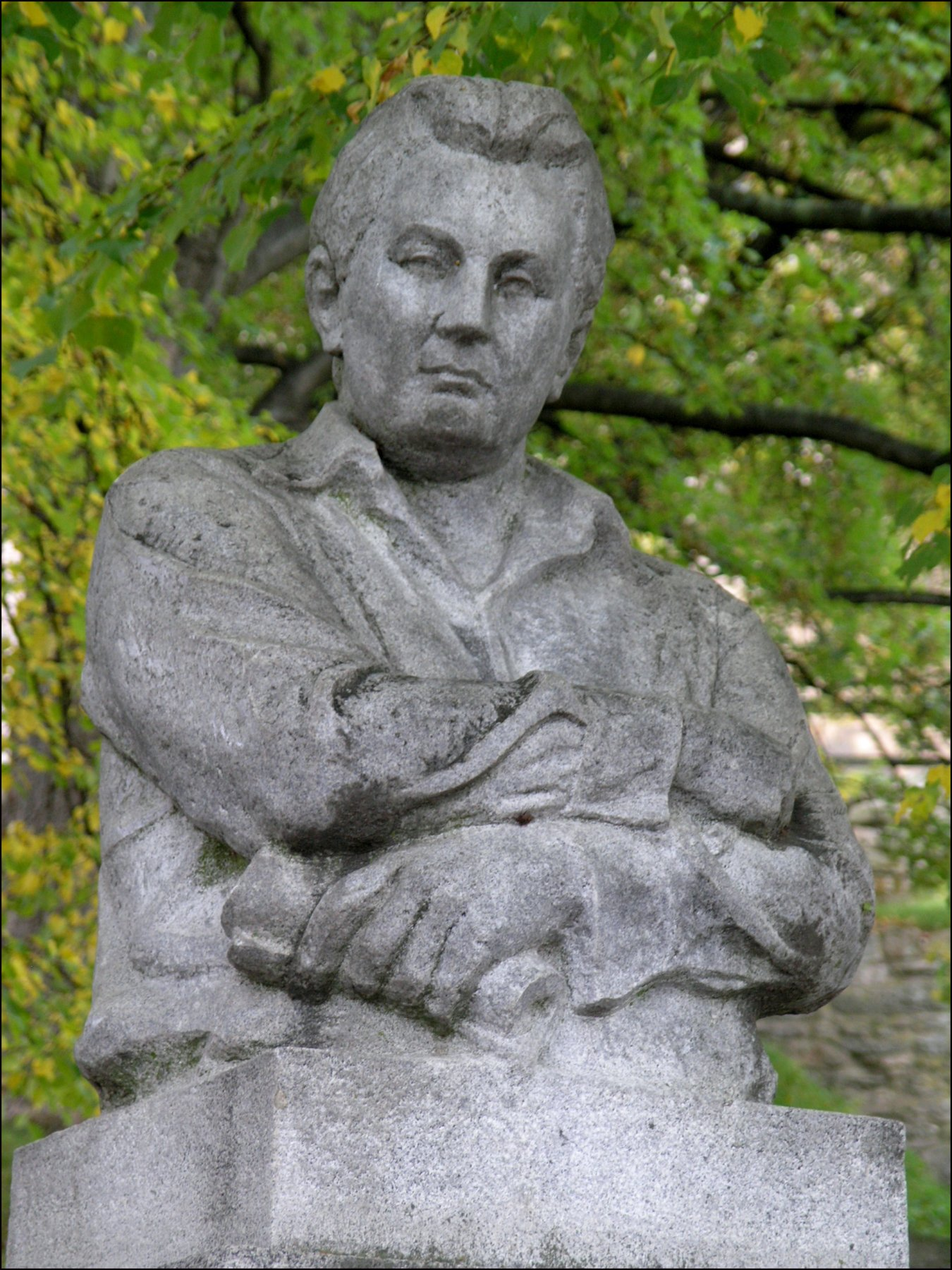
Monumento a Jaroslav Hašek en Lipnice nad Sázavou

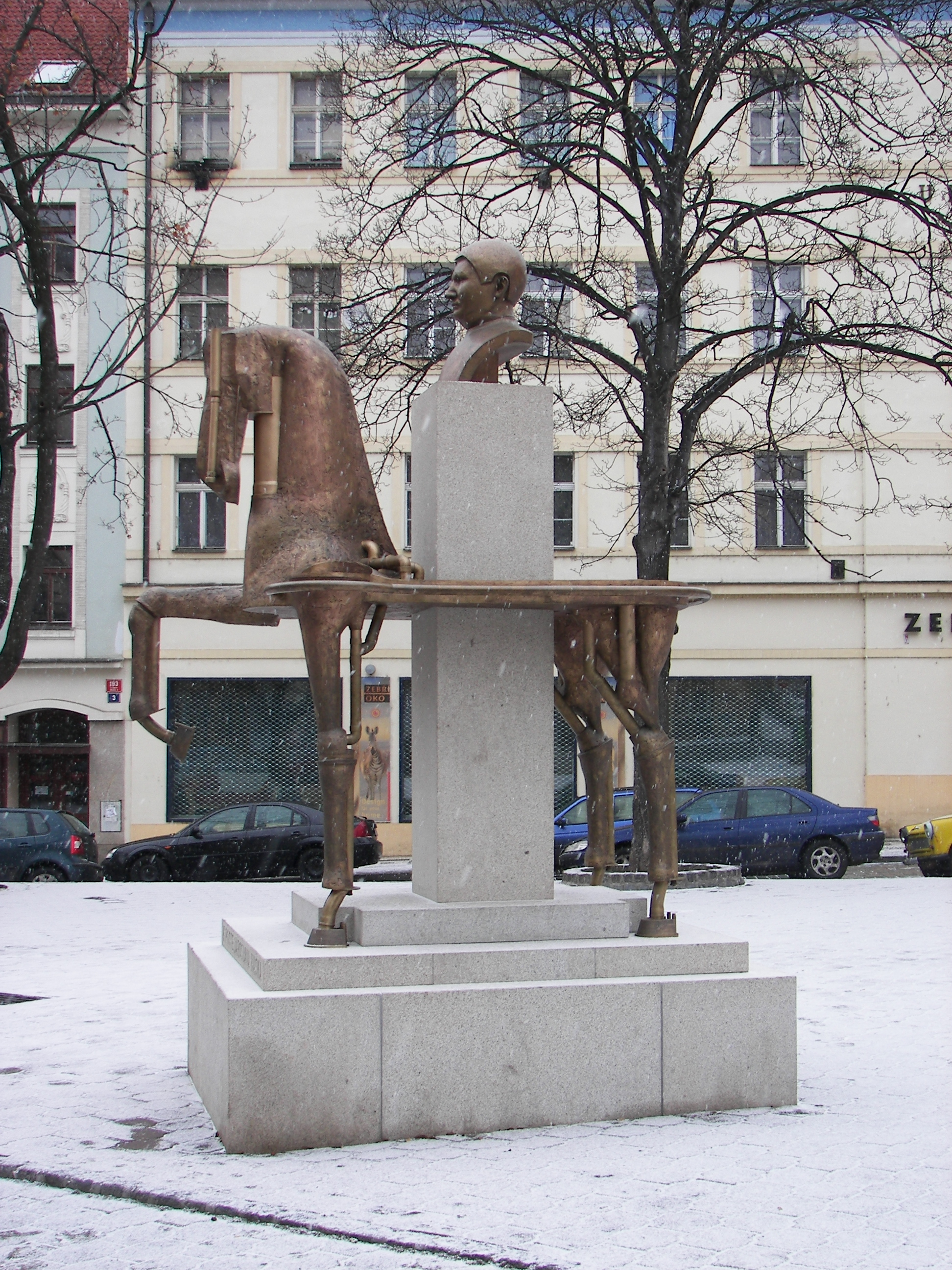
Estatua de Jaroslav Hašek en Žižkov, cerca de los pubs donde escribió algunas de sus obras

La familia de su madre, Katherine, de soltera Jarešová, también era de Bohemia del Sur. Su abuelo Antonín Jareš y su bisabuelo Matěj Jareš eran cuidadores de estanques de los príncipes Schwarzenberg en la localidad de Krč n.º 32.
Su padre, Josef Hašek, un profesor de matemáticas y fanático religioso, murió temprano de intoxicación por alcohol. El padre de Jaroslav Hašek puso fin a su vida debido al dolor causado por el cáncer. La pobreza obligó a su madre Kateřina con sus tres hijos a mudarse más de quince veces.
Nacido en 1883, en una familia humilde, la búsqueda de trabajo obligaba a su padre a trasladarse constantemente de ciudad. A los quince años abandonó sus estudios y se colocó como ayudante de farmacia. En estos años estudió comercio en Praga, obtuvo el título en 1902 y comenzó a trabajar en la banca, aunque pronto fue despedido por sus excesos con la bebida.
Por estos años comenzó su carrera como escritor, publicando varios artículos de tendencia anarquista. En 1907 consiguió el cargo de redactor jefe del periódico anarquista Komuna. Aparecieron también escritos suyos en otras publicaciones periódicas, como Ženský obzor (El horizonte de la mujer), de tendencia feminista; escribió artículos en Svět zvířat (El mundo de los animales), una revista de zoología, pero perdió su cargo rápidamente por inventar animales; y, desde 1911, en České slovo (La palabra checa). Además, hizo otras colaboraciones ocasionales en Čechoslovan, Pochodně o Humoristicky listy. 
En 1911, fundó el Partido del Lento Progreso dentro de los Límites de la Ley (Stranu mírného pokroku v mezích zákona) y se presentó como su candidato, caricaturizando, al mismo tiempo, al resto de partidos políticos y al sistema electoral. 
En ese mismo año se casó con la escritora Jarmila Mayerová. Para obtener mayores recursos se dedicó a la peregrina actividad del robo y tráfico de perros, e inventaba falsos pedigríes para revender bastardos a mejor precio, como también hará el buen Švejk, el protagonista de su novela.
No le fueron extraños los impulsos suicidas. Un día intentó arrojarse desde un puente de Praga. A raíz de este incidente, pasó un corto período en un hospital psiquiátrico, estancia que también constituirá, posteriormente, una fuente de inspiración para las aventuras de Švejk. 
A pesar de haber tenido un hijo con Jarmila, esta lo dejó poco después para volver con sus padres y se llevó consigo a su hijo. Hašek se resignó entonces a alquilar una habitación en un burdel, el «U Valsu». 
En 1915, Hašek, que llevaba una vida bohemia, se alistó en el ejército austrohúngaro y se incorporó a filas en el frente de Galizia. Muchas de las críticas hacia sus superiores, utilizando sus verdaderos nombres, aparecerán en El buen soldado Švejk. En septiembre de 1915, su unidad quedó aislada tras una operación ofensiva de las tropas rusas y Hašek cambió de bando para luchar con los rusos. En 1917, la Revolución rusa puso fin a la guerra en el frente del este. Liberado, Hašek se comprometió voluntariamente al servicio de la causa bolchevique en 1918. Paralelamente, se comprometió con la Legión Checa, una organización nacionalista destinada a emancipar a los checos de la tutela austrohúngara. 
De vuelta en Praga, capital de la nueva Checoslovaquia (en 1920), comenzó a intervenir en política, guiado más que nunca por sus ideales comunistas y nacionalistas. De Rusia traía, entre otras cosas, a una nueva mujer, aunque nunca se divorció de Jarmila.
A partir de este año, Hašek comenzó a publicar las aventuras del valiente soldado Švejk, un personaje que ya había aparecido en anteriores relatos breves, hoy perdidos. Contrariamente a las novelas de Franz Kafka, escritas en alemán, la vivacidad negra y cómica de Jaroslav Hašek iba dirigida directamente al pueblo, en su lengua nacional, el checo. Tenía la intención de escribir seis volúmenes, pero no pudo terminar sino tres debido a su prematura muerte, sucedida el 3 de enero de 1923, en Lipnice nad Sázavou. Los tres volúmenes se publicaron, seguidos por un cuarto volumen póstumo, que el autor dejó inconcluso, pero fue terminado por su amigo Karel Vaněk. El protagonista de esta novela es un soldado pícaro y sin motivación, cuyas peripecias durante la Primera Guerra Mundial demuestran el sinsentido del conflicto bélico.
En 1991, algunos de sus escritos de juventud fueron reunidos bajo el título El escándalo de Bachura y otras novelas. En 2005, el escultor Karel Nepraš erigió un monumento ecuestre dedicado a la memoria de Jaroslav Hašek en el barrio praguense de Žižkov, donde el creador del soldado Švejk había vivido.

## Contradicciones y puntos de interés
En el imaginario público checo y eslovaco, Jaroslav Hašek está fijado como un bohemio, quizás incluso como el bohemio prototípico de principios del siglo XX. De hecho, esto es en gran parte una leyenda y representa la autoestilización de Hašek. Hašek era un autor disciplinado y muy productivo. De sus obras se desprende también que tuvo una amplia formación humanística (quizá un poco asistemática).
Es muy instructivo considerar el trabajo de Hašek en Rusia entre 1916 y 1920. Nunca ha sido ni es percibido en Rusia como un mero escritor bohemio o humorista, sino, por el contrario, como un oficial del ejército bolchevique muy responsable y un intelectual respetado. También fue un soldado relativamente hábil. En 1918 se distinguió como valeroso comandante de las tropas del Ejército Rojo checoslovaco en la defensa de Samara.  Samara estaba en aquel momento amenazada desde la dirección de la estación de Lipyagi por las legiones checoslovacas, que luchaban junto a las tropas blancas para restaurar el régimen imperial, aunque los legionarios intentaban mantener una neutralidad esencial y luchar contra los bolcheviques sólo cuando era inevitable. El 8 de junio de 1918, Samara fue conquistada por las legiones. Es posible que en esta época, Jaroslav Hašek se reuniera con los "hermanos" checos y les animara a abandonar el partido blanco-ruso. Tras la caída de Samara, estuvo escondido en un territorio controlado por las tropas blancas (y las legiones checoslovacas) durante varios meses. 
Es posible que en las específicas condiciones revolucionarias rusas, Hašek tuviera la oportunidad de afirmar aquellos aspectos de su carácter que no podían manifestarse en las estabilizadas y esencialmente pueblerinas condiciones checas. También fue importante que Hašek tuviera prohibido por la organización de su Partido beber alcohol. Básicamente fue enviado a Checoslovaquia con el objetivo de organizar el movimiento comunista, lo que también apoya la tesis de que tenía que ser percibido como una persona responsable y un organizador capaz en la Rusia soviética.
Un tema de debate y especulación es cómo se comportó Hašek en el Ejército Rojo, sobre todo en la época en que era comisario -y comandante adjunto- de Bugulma.
Hašek tuvo estrechos contactos con varios revolucionarios, entre ellos Lev Trotsky. Los colaboradores más cercanos de Hašek en Rusia -Nikolai Ivanovich Kochkurov ("Artem Vesely") o Vladimir Yakovlevich Zazubrin- se convirtieron más tarde en víctimas de la Represión de Stalin.
También se especula sobre la misteriosa misión de Hašek en Mongolia, que probablemente emprendió al servicio de la Unión Soviética. El escritor Pavel Gan afirma que estuvo allí en conjunción con el revolucionario chino Chen Chang-Hai, alias Vanya Chang, y que iba a ir con él a China, razón por la cual probablemente aprendió chino sólido.
Un aspecto no muy conocido de la biografía de Hašek es que tras regresar a su patria se encontró algo aislado. Se sentía incómodo de izquierda a derecha. Tras abandonar la política comunista, por ejemplo, Stanislav Kostka Neumann lo describió como un "traidor a la revolución proletaria". Para el poeta Karel Toman fue tachado de "traidor de la nación" por su brazalete rojo y se negó a estrecharle la mano cuando se encontró con él en un café después de la guerra. Hubo más reacciones hostiles de este tipo. La partida de Hašek a Lipnice, donde escribió Švejk, estuvo motivada por el ambiente hostil que encontró en Praga.

## Legado
Jorge Luis Borges, William Faulkner, David Foster Wallace, Umberto Eco y J.D. Salinger han sido algunos de los tantos escritores que han sido inspirados por la obra y estilo del checo.
El buen soldado Švejk es considerada como la mejor obra de la literatura checa y ha sido traducida a más de 60 idiomas. Al igual que esta, toda la obra de Hašek ha sido publicada en checo.
Se dice que estando en Rusia aprendió la lengua buriata y fundó la primera revista buriata, tornándose una figura importante de la historia del pequeño pueblo.
En 1918, durante dos meses fue gobernador de la ciudad de Bugulmá, donde tiene hoy un museo. Sobre esta etapa de su vida escribió la novela Velitelem města Bugulmy.

## Epónimo
El asteroide (2734) Hašek fue dado su nombre en honor de Jaroslav Hašek.